# Ctenotus duricola
Ctenotus duricola (пілбарський гребневухий сцинк) — вид сцинкоподібних ящірок родини сцинкових (Scincidae). Ендемік Австралії.

## Поширення і екологія
Пілбарські гребневухі сцинки мешкають в регіоні Пілбара на північному заході Західної Австралії, зокрема на острові Барроу. Вони живуть на спінніфексових луках, що ростуть на глинистих або кам'янистих ґрунтах.